# Yezoceryx melanothoractus
Yezoceryx melanothoractus är en stekelart som beskrevs av Wang 1982. Yezoceryx melanothoractus ingår i släktet Yezoceryx och familjen brokparasitsteklar. Inga underarter finns listade i Catalogue of Life.